# Thiaminmangel-Enzephalopathie der Katze
Thiaminmangel-Enzephalopathie der Katze ist eine bei Katzen auftretende metabolisch-toxische Gehirnerkrankung (Enzephalopathie) infolge eines Mangels an Thiamin (Vitamin B1). Sie entspricht damit der Beriberi bzw. der Wernicke-Enzephalopathie des Menschen, der Chastek-Paralyse der Pelztiere und der Zerebrokortikalnekrose der Wiederkäuer.

## Ursache und Pathogenese
Als Ursache spielt vor allem ein hoher Anteil von rohem Fisch in der Nahrung eine Rolle, da der Darm von Fischen Thiaminase (ein Vitamin B1-spaltendes Enzym) enthält. Weiterhin können übermäßig konserviertes Dosenfutter und eine reduzierte Futteraufnahme einen Vitamin-B1-Mangel hervorrufen.
Da Thiamin als Coenzym im Kohlenhydrat-Stoffwechsel eine besondere Bedeutung für die Energieversorgung des Gehirns hat, kommt es bei einem Mangel zu Degeneration von Nervenzellen, Gefäßerweiterung und punktförmigen Blutungen, vor allem im Bereich des Hirnstamms. Betroffen sind vor allem die Kerngebiete des Nervus vestibularis und Nervus oculomotorius, der Nucleus ruber, die Colliculi caudales, das Periaquäduktale Grau, der seitliche Kniehöcker, die Basalganglien und der Kleinhirnwurm.

## Klinik
Die Erkrankung beginnt zunächst unspezifisch mit reduzierter Futteraufnahme und manchmal Erbrechen. Als neurologische Symptome kommen eine durch die Kleinhirnschädigung ausgelöste Bewegungsstörung (Ataxie), erweiterte und kaum auf Lichteinfluss reagierende Pupillen, Anfälle, eine Abwärtsbiegung des Halses hinzu. Im Endstadium fallen die Tiere ins Koma und sterben schließlich.
Neben dem Vorbericht (Fischfütterung) und den klinischen Symptomen sind im Blut und Hirnwasser erhöhte Konzentration von Brenztraubensäure und Laktat sowie eine verminderte Aktivität der Transketolase in den roten Blutkörperchen nachweisbar.
Im Frühstadium ist die Heilungsaussicht durch Gabe von Thiamin gut. Mit zunehmenden neurologischen Symptomen wird die Prognose dagegen immer schlechter, da die Zerstörung der Nervenzellen irreversibel ist.